# 황혼의 부르스
"황혼의 부르스"는 1968년 공개된 대한민국의 영화이다.

## 배역
- 윤정희
- 김진규
- 장동휘
- 박암
- 조미령
- 오지명
- 이낙훈
- 김성옥
- 문오장